# Jacek Eisner

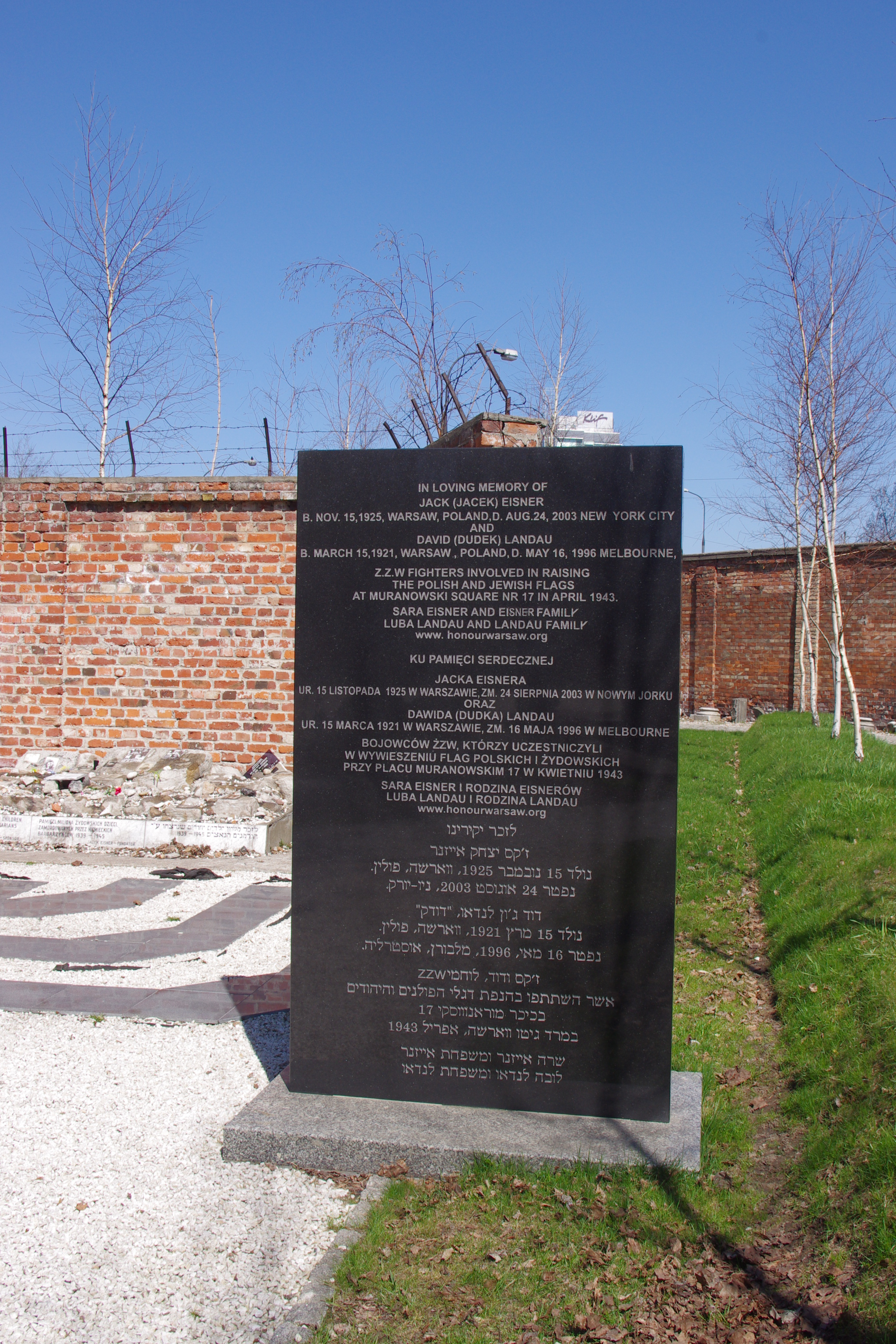
Tablica upamiętniająca powstańców getta warszawskiego z ramienia Żydowskiego Związku Wojskowego, Jacka Eisnera i Dawida „Dudka” Landaua. Cmentarz Żydowski przy ul. Okopowej w Warszawie

Jacek Eisner lub Jacek Zlatka  w USA znany jako Jack P. Eisner (ur. 15 listopada 1925 w Warszawie, zm. 24 sierpnia 2003 w Nowym Jorku) – działacz ruchu oporu w getcie warszawskim, członek Żydowskiego Związku Wojskowego, uczestnik powstania w getcie warszawskim, autor książki wspomnieniowej, działacz społeczny i na rzecz pojednania pomiędzy żydami i chrześcijanami, filantrop, przedsiębiorca. 

## Życiorys
Przed wojną uczył się gry na skrzypcach, otrzymując stypendium do dalszej nauki w Konserwatorium Muzycznym w Warszawie. W getcie warszawskim zajmował się szmuglem żywności z aryjskiej strony, a następnie przemytem broni. Wziął udział w powstaniu w getcie w ramach Żydowskiego Związku Wojskowego. Był więźniem niemieckich obozów koncentracyjnych w tym Majdanka i Flossenbürga. Był jednym z nielicznych bojowców ŻZW, którzy przeżyli wojnę. W czasie Holocaustu stracił blisko 100 krewnych. 
Po zakończeniu działań wojennych był świadkiem na procesach nazistowskich zbrodniarzy, a także brał udział w ich tropieniu i organizacji emigracji żydowskiej z Polski do Izraela. Sam wyemigrował do USA, gdzie założył firmę Stafford Industries, działającą w branży importowo-eksportowej. 
Był współzałożycielem Holocaust Survivors Memorial Foundation. Autor książki wspomnieniowej The survivor opublikowanej w 1980, przetłumaczonej następnie m.in. na język polski pod tytułem Przeżyłem! (Warszawa: Krajowa Agencja Wydawnicza, 1988; ISBN 83-03-02320-9). W 1993 ufundował pomnik Pamięci Dzieci – Ofiar Holokaustu znajdujący się na cmentarzu żydowskim przy ul. Okopowej w Warszawie, upamiętniający 1 500 000 dzieci żydowskich zamordowanych przez Niemców. Na pomniku znajdują się tablica pamiątkowa w językach polskim, hebrajskim oraz angielskim o treści: Babcia Masza miała dwadzieścioro wnucząt. Babcia Hana miała jedenaścioro, tylko ja ocalałem. Jacek Eisner. Obok pomnika znajduje się tablica upamiętniająca powstańców getta warszawskiego z ramienia Żydowskiego Związku Wojskowego – Jacka Eisnera i Dawida „Dudka” Landaua ufundowana przez ich rodziny.
W 1994 brał udział w spotkaniu Żydów z papieżem Janem Pawłem II, mającym na celu zbliżenie między Kościołem rzymskokatolickim i Żydami, rok po ustanowieniu stosunków dyplomatycznych przez Watykan i Izrael. 
Zmarł 24 sierpnia 2003 w Memorial Sloan-Kettering Cancer Center na Manhattanie na skutek raka jelita grubego.